# Sudan ai Giochi della XX Olimpiade
Il Sudan partecipò ai Giochi della XX Olimpiade che si sono svolti a Monaco di Baviera dal 26 agosto all'11 settembre 1972, con una delegazione di ventisei atleti impegnati in quattro discipline per un totale di quindici competizioni. Il portabandiera fu il pesista Abdel Wahab Abdullah Salih, alla sua seconda Olimpiade. Fu la terza partecipazione di questo paese ai Giochi estivi e la delegazione fu la più numerosa nella storia del Sudan ai Giochi Olimpici. Non fu conquistata nessuna medaglia.